# Al-Dżumajlijja (prowincja)
Al-Dżumajlijja (arab. الجميلية) – była prowincja w emiracie Kataru, znajdująca się w zachodniej części kraju. W 2004 roku została włączona do prowincji Ar-Rajjan.